# Castilleja fraterna
Castilleja fraterna är en snyltrotsväxtart som beskrevs av Greenman. Castilleja fraterna ingår i släktet målarborstar, och familjen snyltrotsväxter. Inga underarter finns listade i Catalogue of Life.